# Операция «Базальт»
Операция «Базальт» (англ. Operation Basalt) — диверсионная операция британских коммандос, состоявшаяся с 3 по 4 октября 1942 года на оккупированном немцами острове Сарк в проливе Ла-Манш. Завершилась победой британцев, не потерявших никого убитым.

## Ход операции
В ночь с 3 на 4 октября 1942 года 12 человек из 12-го подразделения коммандос и Малых рейдерских сил (они же 62-е подразделение коммандос) Управления специальных операций высадились на острове Сарк с целью проведения разведки боем и захвата пленных.
Несколько британцев вошли в один из домов на острове. Хозяйка дома, Фрэнсис Ноэль Питтар, рассказала о том, что в гостинице Дикар (фр. Dixcart) засели около 20 немецких солдат, но при этом отказалась покидать остров. Госпожа Питтар передала британцам документы (в том числе и газеты с Гернси), подтверждавшие факты преступлений немцев против гражданского населения Норманнских островов, в том числе и угон местных жителей на принудительные работы в Германию.
Перед зданием гостиницы находилась небольшая хижина без охраны. Эта пристройка включала в себя коридор и пять комнат, где спали пять немецких солдат (не офицеров). Солдат разбудили и вывели на улицу, после чего коммандос решили зайти в гостиницу и вывести ещё несколько пленных. Чтобы не беспокоиться по поводу охраны пленных, британцы связали немцам руки ремнями от немецких же брюк и порекомендовали пленным придерживать штаны. Подобные действия были привычными для коммандос и позволяли меньше беспокоиться по поводу возможного побега пленных.
Неожиданно один пленный стал звать на помощь, пытаясь докричаться до сослуживцев в гостинице, но его тут же застрелили из револьвера 38-го калибра. Это был сигнал для немцев: из гостиницы по британцам был открыт огонь. Коммандос поспешили обратно на берег с оставшимися четырьмя пленниками, трое из которых всё-таки сбежали. Обстоятельства побега не установлены: предполагается, что кто-то мог всё-таки развязать ремень и высвободить руки, но при этом неизвестно, был ли совершён побег всеми тремя одновременно. Двое были застрелены, третьего зарезали. Выживший четвёртый, обер-ефрейтор Германн Вайнрайх был доставлен в Англию и сообщил важную информацию.
Спустя несколько дней немцами был опубликован отчёт о последствиях нападения: один пленник бежал, двое были застрелены при попытке развязать руки. Этот отчёт стал одной из предпосылок для издания Гитлером приказа, согласно которому британских коммандос немецким солдатам запрещалось брать в плен.
В декабре 1943 года был проведён повторный рейд на остров Сарк британскими и французскими коммандос, получивший название «Сухарь 7». Рейд завершился провалом: двое из четырёх коммандос, проходившие точно по тому же маршруту, подорвались на минах.

## Участники рейда
- Майор Джеффри Эпплярд[англ.] (англ. Geoffrey Appleyard)
- Капитан Филипп Пинкни (англ. Captain Philip Pinckney), позднее боец 2-й бригады SAS и участник операции «Вероника»[англ.]
- Лейтенант Андерс Лассен (дат. Anders Lassen), позднее майор, кавалер Креста Виктории и Военного креста, участник операции «Жаркое»[англ.]
- Патрик Даджон (англ. Patrick Dudgeon)
- Колин Огден Смит (англ. Colin Ogden Smith)
- Брюс Огден Смит (англ. Bruce Ogden Smith)
- Грэм Янг (англ. Graham Young)
- Джеймс Эдгар (англ. James Edgar)
- Сержант Хорейс «Брамми» Стоукс (англ. Sergeant Horace 'Brummie' Stokes), позднее боец 2-й бригады SAS и участник операции «Вероника»[англ.]
- Капрал Флинт (англ. Flint)
- Сержант Джозеф «Тим» Робинсон (англ. Joseph "Tim" Robinson), позднее боец 2-й бригады SAS и участник операции «Вероника»[англ.]
- Рядовой Редборн (англ. Redborn)

## Память о рейде
Актёр Дэвид Нивен в своей автобиографии «Луна — воздушный шар» (англ. The Moon's a Balloon) писал, что коммандос, высадившихся на острове Сарк, местные жители угощали выпивкой, но при этом никаких немцев не было найдено на острове. Считается, что Нивен перепутал операцию «Базальт» с операцией «Амбассадор», состоявшейся в июле 1940 года — тогда 140 коммандос из 3-го подразделения и 11-й отдельной роты высадились на острове Малый Сарк по ошибке, решив, что попали на Гернси. Немцев там действительно не было, но в отчётах не было информации о том, что кто-то из местных угощал выпивкой коммандос.